# Sydney Bears
Die Sydney Bears sind ein semi-professioneller australischer Eishockeyclub aus Penrith, New South Wales der 2000 gegründet wurde und in der Australian Ice Hockey League spielt.

## Geschichte
Zusammen mit den Canberra Knights und Adelaide Avalanche gründeten die Bears 2000 die Australian Ice Hockey League. Bislang zwei Mal gewannen die Bears, die bis 2007 noch als Sydney Bears in der Sydney Ice Arena in Baulkham Hills, nordwestlich von Sydney spielten, den Goodall Cup, den der australische Meister erhält. Den Erfolg von 2002 konnten sie 2007 wiederholen. Vor der Saison 2007 zog das Team in den westlichen Stadtteil von Sydney, Penrith, und strich "Sydney" aus dem Namen. In der Saison 2008 gewannen sie zudem die reguläre Saison und erhielten dafür den V.I.P. Cup. Zur Saison 2010 nahm die Mannschaft wieder ihren ursprünglichen Namen Sydney Bears an.

## Erfolge
- Goodall Cup 2002, 2007
- V.I.P. Cup 2008 (als Hauptrunden-Sieger)

## Stadion
Die Heimspiele der Sydney Bears werden im Penrith Ice Palace in Penrith, New South Wales, ausgetragen.